# 三神論
三神論，又稱三元論，一種宗教信條，認為宇宙中存在三個力量、功能或地位大致相等的最高神，三者可能出於同一個神，但三位神靈都是獨立的。它不同於一神論，也與二元論不同。
著名的三神論代表為道教的三清道祖和印度教的三相神，其各自為該教中至高無上的三位神祇。
在基督教中，三神論被認為是異端的一種，又稱三位三體說。它否定三位一體，認為聖父、聖子、聖靈是三個分離的神靈個體，並不是一體的。